# 1157
| [ Edytuj tabelę ]          |                                                                                   |
| Książę Małopolski          | - 1146 Bolesław IV Kędzierzawy 1173                                               |
| Książę Wielkopolski        | - 1138 Mieszko III Stary 1177                                                     |
| Król Angkoru               | - 1150 Dharanindrawarman II 1160                                                  |
| Król Anglii                | - 1154 Henryk II 1189                                                             |
| Król Aragonii              | - 1137 Petronela Aragońska 1164                                                   |
| Hrabia Barcelony           | - 1131 Rajmund Berengar IV Święty 1162                                            |
| Książę Bawarii             | - 1156 Henryk XII Lew 1180                                                        |
| Margrabia Brandenburgii    | - 1144 Albrecht Niedźwiedź 1170                                                   |
| Książę Burgundii           | - 1143 Eudes II 1162                                                              |
| Cesarz Bizancjum           | - 1143 Manuel I Komnen 1180                                                       |
| Cesarz Chin                | - 1127 Song Gaozong 1162                                                          |
| Książę Czech               | - 1140 Władysław II 1172                                                          |
| Król Danii                 | - 1146 Kanut V 1157 - 1146 Swen III Grade 1157 - 1157 Waldemar I Wielki 1182      |
| Władca Egiptu              | - 1154 Al-Fa’iz 1160                                                              |
| Król Francji               | - 1137 Ludwik VII Młody 1180                                                      |
| Król Gruzji                | - 1156 Jerzy III 1184                                                             |
| Hrabia Holandii            | - 1121 Dirk VI 1157 - 1157 Floris III 1190                                        |
| Cesarz Japonii             | - 1155 Go-Shirakawa 1158                                                          |
| Kalif                      | - 1136 Al-Muqtafi 1160                                                            |
| Król Kastylii              | - 1126 Alfons VII 1157 - 1157 Sancho III 1158                                     |
| Wielki książę Kijowa       | - 1155 Jerzy Dołgoruki 1157 - 1157 Izjasław III Dawidowicz 1158                   |
| Patriarcha Konstantynopola | - 1156 Łukasz Chryzoberges 1169                                                   |
| Władca Korei               | - 1146 Ŭijong 1170                                                                |
| Król Leónu                 | - 1157 Ferdynand II 1188                                                          |
| Kalif Maroka               | - 1147 Abd al-Mumin 1163                                                          |
| Król Nawarry               | - 1150 Sancho VI 1194                                                             |
| Król Norwegii              | - 1136 Inge I Garbaty 1161 - 1142 Eystein II 1157 - 1157 Haakon II Barczysty 1162 |
| Książę Obodrzyców          | - 1131 Niklot 1160                                                                |
| Hrabia Palatynatu          | - 1155 Konrad Hohenstauf 1195                                                     |
| Papież                     | - 1154 Hadrian IV 1159                                                            |
| Król Portugalii            | - 1139 Alfons I 1185                                                              |
| Sułtan Rumu                | - 1156 Kilidż Arslan II 1192                                                      |
| Książę Rusi halickiej      | - 1153 Jarosław Ośmiomysł 1187                                                    |
| Cesarz Rzymski (niemiecki) | - 1155 Fryderyk I Barbarossa 1190                                                 |
| Książę Saksonii            | - 1142 Henryk Lew 1180                                                            |
| Sułtan Wielkich Seldżuków  | - 1118 Ahmad Sandżar 1157                                                         |
| Król Szkocji               | - 1153 Malcolm IV 1165                                                            |
| Król Szwecji               | - 1155 Karol Sverkersson 1167 - 1156 Eryk IX Święty Jedvardsson 1160              |
| Doża Wenecji               | - 1156 Vitale II Michiel 1172                                                     |
| Król Węgier                | - 1141 Gejza II 1161                                                              |

Rok 1157 / MCLVII
stulecia: XI wiek ~
XII wiek ~
XIII wiek

lata: 1147 «
1152 «
1153 «
1154 «
1155 «
1156 «
1157
» 1158
» 1159
» 1160
» 1161
» 1162
» 1167

## Wydarzenia w Polsce
- 30 sierpnia – w Krzyszkowie Bolesław Kędzierzawy złożył hołd lenny Fryderykowi Barbarossie.

- Fryderyk I Rudobrody (Barbarossa) uderzył na Śląsk i spalił Głogów. Następnie dotarł z wojskiem do Krzyszkowa pod Poznaniem. Zwierzchni książę Polski Bolesław Kędzierzawy stawił się w obozie cesarskim w Krzyszkowie, gdzie złożył Rudobrodemu hołd lenny.

## Wydarzenia na świecie
- 11 czerwca – Albrecht Niedźwiedź zdobył Brennę i utworzył Marchię Brandenburską.
- 9 sierpnia – na "spotkaniu pojednawczym" w Roskilde spotkali się trzej współrządzący Danią: Swen Grade, Kanut V i Waldemar Wielki. Kanut został zamordowany, a Waldemar ranny.

- Waldemar I Wielki królem Danii[1]
- Podział Kastylii i Leónu między synów Alfonsa VII[2]
- Andrzej I Bogolubski księciem rostowsko-suzdalskim[1].

## Urodzili się
- 8 września – Ryszard Lwie Serce, władca Anglii z dynastii Plantagenetów, król Anglii od 1189 (zm. 1199).

## Zmarli
- 5 lutego – Konrad Wielki, margrabia Miśni i Łużyc (ur. ?)
- 15 maja – Jurij I Dołgoruki, wielki książę kijowski, (ur. ok. 1090)
- 21 sierpnia – Alfons VII, król Leónu i Kastylii[2] (ur. 1105)
- 4 listopada – Mafalda Sabaudzka, królowa Portugalii (ur. 1125)
- data dzienna nieznana:
  - Ahmad Sandżar, sułtan wielkich Seldżuków (ur. 1084 lub 1086)
  - Eystein II, król Norwegii (ur. ?)
  - Hongzhi Zhengjue, chiński mistrz chan ze szkoły caodong (ur. 1091)
  - Kanut V, król Danii (ur. ?)
  - Ramiro II Mnich, król Aragonii (ur. ok. 1075)